# شان کمپل (بازیکن فوتبال)
شان کمپل (انگلیسی: Sean Campbell؛ زادهٔ ۳۱ دسامبر ۱۹۷۴) بازیکن فوتبال اهل بریتانیا است.
از باشگاه‌هایی که در آن بازی کرده‌است می‌توان به باشگاه فوتبال کلاکتون، باشگاه فوتبال ویونهوئه تاون، باشگاه فوتبال چلمزفورد سیتی و باشگاه فوتبال کولچستر یونایتد اشاره کرد.